# پیتر وار
پیتر اریک وار، (به انگلیسی: Peter Eric Warr)، (۱۸ ژوئن ۱۹۳۸ در کرمانشاه - ۴ اکتبر ۲۰۱۰ در سنت فوی لاگران، فرانسه)، بازرگان، راننده مسابقه و مدیر چندین تیم فرمول یک، مانند والتر وولف ریسینگ، فیتیپالدی اوتوموتیو و لوتوس بود.

## زندگی
پیتر وار پس از تمرین در مدرسه نظامی سلطنتی سندهرست، بخشی از خدمت داوطلبانه سربازی خود را را به عنوان افسر در ارتش بریتانیا گذراند. به دنبال رفع بسیج عمومی، وی دست به کار بازرگانی شد. وار به عنوان مسئول فروش در سال ۱۹۵۸ به شرکت لوتوس کارز پیوست و خیلی زود به شرکت خواهر، لوتوس کومپوننتس ملحق شد و در آنجا به مدیریت فروش امور مشتریان ماشین های مسابقه پرداخت و خیلی زود در آنجا مدیر عامل شرکت شد. وار در این دوران از شغل خود به عنوان راننده ی مسابقه لذت می برد و همان ماشین مسابقه ی لوتوس ۱۸ فرمول جونیور را سوار می شد که در دوران فروشندگی خودش مسئول فروش آن بود. وار به عنوان راننده به فرمول یک نرسید، اما در ۲۸ آوریل ۱۹۶۲، با یک اتوموبیل لوتوس ۲۰ در مدار جنوب ۴/۸ مایلی پیست نوربورگ رینگ برنده ی مسابقه ی فرمول جونیور شد. وی همچنین به عنوان نخستین برنده ی جایزه ی بزرگ ژاپن در ۱۹۶۲ شناخته شده است که موفق شد این عنوان را با یکی از ماشین های مسابقه ی لوتوس ۲۳ کارفرمایش به دست بیاورد.